# Acqua fossile

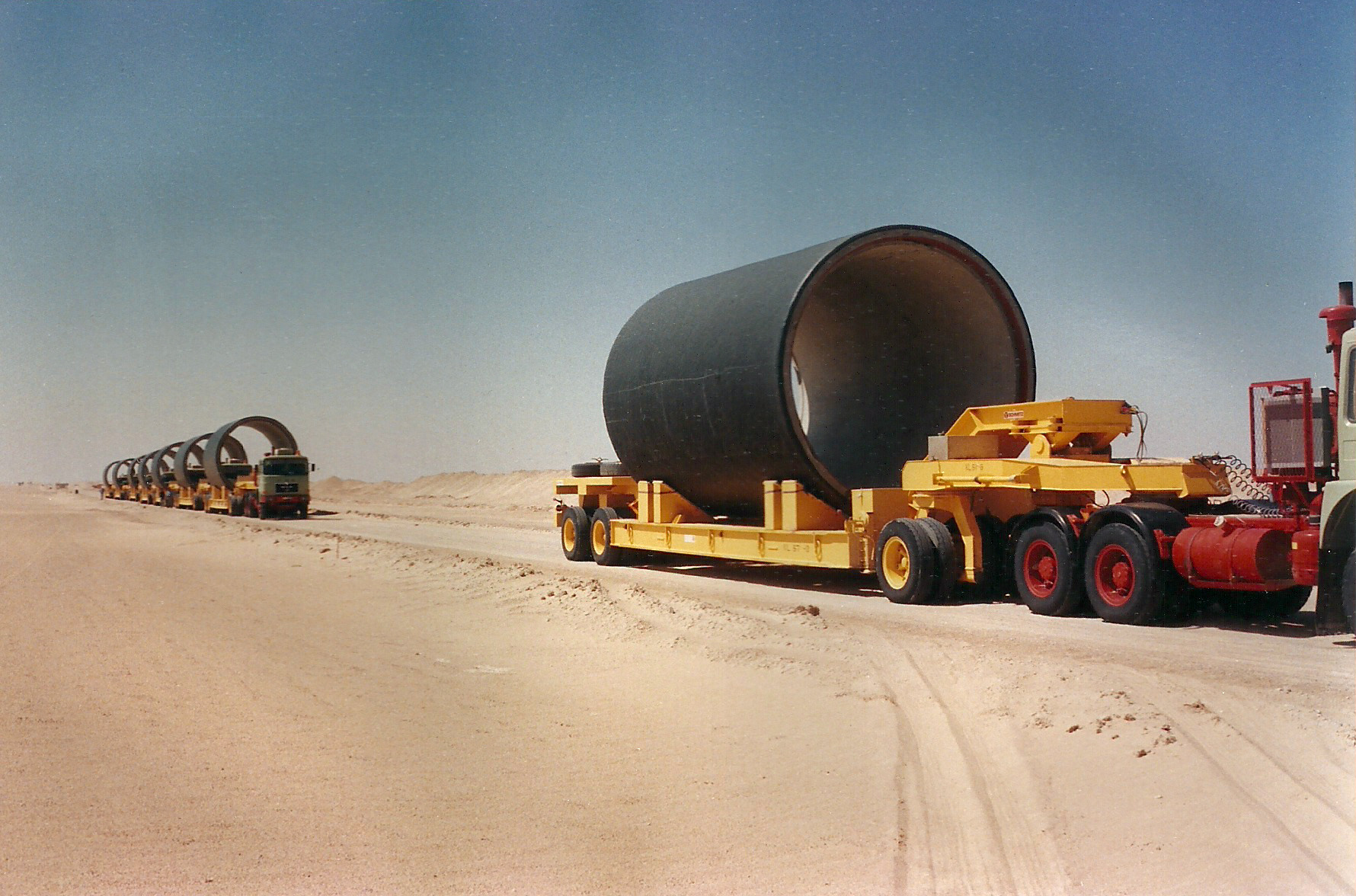
Lavori di costruzione del Great Manmade River, in Libia.

L'acqua fossile è acqua bloccata in una falda acquifera per un periodo molto superiore al normale ciclo dell'acqua, restando in questo luogo del sottosuolo per migliaia, milioni, o addirittura miliardi di anni. Quando i mutamenti geologici sigillano lo strato acquifero da ulteriori ricariche, l'acqua resta intrappolata all'interno e viene descritta come acqua fossile. Il metodo del carbonio-14 ha rivelato che alcune riserve d'acqua risalgono a 40.000 anni fa, prima dell'ultima glaciazione. Nel 2013, un gruppo di ricercatori inglesi e canadesi, guidati da Chris Ballentine dell'Università di Manchester, ha rinvenuto, al fondo di 2,4 km di trivellazione in una miniera di rame e zinco dell'Ontario, un giacimento di acqua fossile risalente ad almeno un miliardo di anni prima se non, probabilmente, a 2,7 miliardi di anni.
Le falde acquifere di Ogallala negli Stati Uniti, e del Deserto libico sono le più conosciute riserve di acqua fossile. Si considera lo sfruttamento di questa acqua al pari di una industria mineraria, in quanto si tratta di una risorsa non rinnovabile.
Un esempio di sfruttamento di tali falde è il progetto libico denominato Grande fiume artificiale (Great Man-made River), che ha lo scopo di convogliare acque fossili e renderle disponibili all'utilizzo umano, sfruttando un bacino sotterraneo di 35 000 km³ situato sotto il deserto del Sahara.